# Protoxerini
Die Protoxerini sind eine Tribus der Hörnchen (Sciuridae). Sie umfassen sechs Gattungen mit rund 30 Arten, die allesamt in Afrika südlich der Sahara beheimatet sind.
Diese Tiere leben in Wäldern. Neben ausgesprochen baumbewohnenden Arten gibt es auch solche, die vorwiegend am Boden leben. Die meisten Arten sind verhältnismäßig unbekannt und wenig erforscht. 
Es werden folgende Gattungen unterschieden:
- Afrikanische Palmenhörnchen (Epixerus)
- Sonnenhörnchen (Heliosciurus)
- Ölpalmenhörnchen (Protoxerus)
- Rotschenkelhörnchen (Funisciurus)
- Afrikanische Zwerghörnchen (Myosciurus)
- Afrikanische Buschhörnchen (Paraxerus)

Die ersten drei Gattungen bilden die Gruppe der Protoxerina, während die letzten drei die Gruppe der Funisciurina bilden. Die Funisciurina wurden früher als eng verwandt mit den asiatischen Gestreiften Palmenhörnchen (Funambulus) betrachtet und als Tribus Funambulini zusammengefasst, die Gestreiften Palmenhörnchen werden jedoch mittlerweile zu den Schönhörnchen, einer anderen Hörnchengruppe, gezählt.